# Ladislav Svozil
Ladislav Svozil (* 8. května 1958) je bývalý český hokejista a dlouhodobý kapitán Vítkovic. Také si zahrál na Kanadském poháru v roce 1984, působil ve Stuttgartu, Meranu a Heilbronnu. Po ukončení aktivní kariéry působí jako hokejový trenér (Vítkovice, česká reprezentace do 20 let, Poprad, Zvolen).

## Statistiky reprezentace
| Turnaj            | Místo konání                                     | Z  | G | A | B | Umístění         | Soupisky         |
| ----------------- | ------------------------------------------------ | -- | - | - | - | ---------------- | ---------------- |
| MS 1979           | Sovětský svaz (Moskva)                           | 5  | 1 | 0 | 1 | Stříbrná medaile | Soupiska MS 1979 |
| MS 1983           | Západní Německo (Mnichov, Dortmund a Düsseldorf) | 9  | 2 | 3 | 5 | Stříbrná medaile | Soupiska MS 1983 |
| KP 1984           | Severní Amerika                                  | 5  | 2 | 2 | 4 | 5. místo v ZČ    | Soupiska KP 1984 |
| Celkem na MS (2x) |                                                  | 14 | 3 | 3 | 6 |                  |                  |